# 2PM
2PM (en hangul, 투피엠) es un grupo surcoreano conformado por seis integrantes, formado por JYP Entertainment en el 2008. Actualmente cuenta con seis miembros: Jun. K, Nichkhun, Taecyeon, Wooyoung, Junho y Chansung. Originalmente siendo un grupo de siete miembros, Jay Park dejó el grupo a principios de 2010.

## Carrera
Los miembros fueron entrenados por el músico Park Jin Young, quien formó un grupo de 11 miembros llamado One Day. Finalmente el grupo se dividió en dos, por un lado 2PM, y por el otro 2AM, ambos grupos independientes.
2PM debutó con la canción "1o Jeom Manjeome 10 jeon" (10점 만점에 10점, lit. 10 Points Out of 10 Points), que mostraba su acrobático estilo de baile. Ellos lograron su primer lugar en los charts con la canción "Again & Again". Ambos sencillos pertenecen a su primer álbum de estudio llamado The First Album 1:59PM lanzado en el 2009. El grupo lanzaría otro álbum coreano llamado Hands Up en el 2011. Ellos realizaron su debut japonés el siguiente año con el álbum Republic of 2PM. Luego de más de un año, el grupo regresa con su tercer disco de estudio coreano llamado Grown lanzado el 2013.
Se les apoda como los "Beast Idols" de Corea, por sus presentaciones en vivo cargadas de energía y fuerza. Las primeras en otorgarles este nombre fueron sus propias fanes, para ellas la fuerza con que se presentan les hace verse agresivos, como "una bestia".
Participaron en el programa Idol Army, convirtiéndose en la temporada con mayor ranking junto a la de Super Junior.
Son reconocidos por TvCf, la mayor entidad para la designación de comerciales publicitarios en Corea, como los "Reyes de la Publicidad" debido a que el grupo cuenta con más 14 comerciales anuales a nivel nacional y, aunque SNSD supera ese número, ellos ocupan el primer lugar de notas medias, números de vistas y descarga.
Tailandia es uno de los países de Asia donde el grupo ha conseguido mayor fama. La principal razón es que uno de sus miembros, Nichkhun, es nativo de allí; por esto suelen referirse al país como su segundo hogar.
Su primera gira de conciertos recibió el nombre "Don't Stop Can't Stop", dando el primer recital en un escenario de lujo el Estadio Olímpico de Seúl. Sus teloneros fueron sus compañeros de agencia 2AM y Miss A, además asistieron artistas reconocidos como Tiger JK, Tiffany, Yuri, Jessica y Hyoyeon de SNSD, Tasha, BEAST, entre otros.

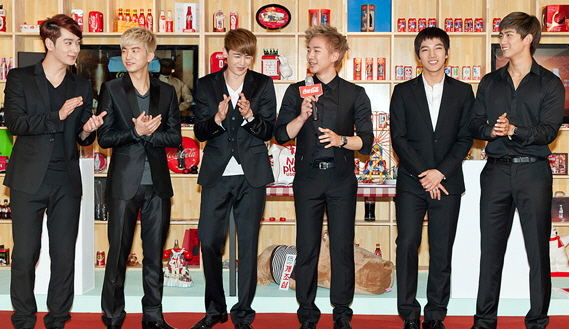
Celebración de los 125 años de Coca Cola

Son el único grupo en conseguir renovar contracto con la reconocida marca Coca Cola por tres años consecutivos. Por tal motivo, el grupo fue invitado a la exhibición especial de productos y logos de la empresa en celebración por sus 125 años.
Trabajan desde aproximadamente tres años para la Organización de Turismo en Corea, y en el año 2011 se convirtieron, junto a Miss A, en la imagen de Touch Korea. Nichkhun no forma parte de este contrato, ya que él patrocina el turismo en Tailandia, su país de origen.
En su primer concierto en Busan durante la canción "Thank U" las fanes los sorprendieron lanzando aviones de papel con el mensaje "no importa lo que ocurra, siempre estaremos aquí", como muestra de su apoyo tras la salida del líder Jay Park.
Fueron galardonados en el Mandarin Music Honors 2010, mayor festival de música de China y uno de los mejores en Asia, con el premio "Cantante más popular de Asia", siendo el primer y único grupo coreano en ganar esta categoría.
Desde 2010, el grupo ha conseguido posicionarse en el primer lugar como "Los Mejores 10 Modelos" según TvCf, así mismo algunos miembros han alcanzado entrar en el índice de audiencia de manera individual. Para el año 2012, TvCf ubica nuevamente al grupo en la primera posición de la lista, pero esta vez ingresan los seis miembros, esto quiere decir que el grupo obtuvo desde la primera a la séptima posición del listado que constituye 10 escalas, siendo el primer grupo en lograrlo.
El "Ministerio de Igualdad de Género y Familiar" ha prohibido su sencillo "Hands Up" a los menores de edad por contener frases referente al alcohol, ante esto, el grupo debió cambiar la letra de la canción en directo y en la parte del coro en vez de decir "get your drinks up" (eleva tus tragos) dice "put your dreams up" (eleva tus sueños).
En el 2011 el tema Take Off fue utilizado como ending del anime Ao No Exorcist.
En el 2011 fueron seleccionados por New York Daily News como uno de los grupos coreanos que deben ser escuchados.
"Beautiful" fue lanzado el 6 de junio en Japón, consiguiendo el récord de ser el sencillo con más ventas independientemente del género. 2PM visitó la tienda Shibuya el 22 de noviembre, donde recibieron el certificado de reconocimiento.
Lanzaron en Corea un álbum especial "2PM Clothes Album", el cual se agotó en tan sólo un solo día.
"Masquerade" ha sido compuesta por NA.ZU.NA y M.I, que han trabajado previamente con artistas como Arashi, Koda Kumi y SMAP. El sencillo también incluye el tema "Forever", compuesto por Junho.
Superaron su propia marca en ventas japonesas, donde"Beautiful" vendió 73.529 en un día, mientras que "Masquerade" vendió un total de 88.166 en ese mismo tiempo.
Obtienen certificado de oro con su sencillo "Masquerade", por conseguir vender más de 100.000 copias.
2PM es ganador en Tower Records "K-POP Lovers Awards 2012" como mejores artistas del año.
Son el primer grupo coreano en presentarse en el Budokan 6 veces. Logrando que más de 60.000 fanes en total asistieran a su tour "Six Beautiful Days".
Son el primer grupo coreano en aparecer en la portada de un periódico japonés (ocupando completamente la página).
2PM junto a Big Bang han sido escogidos por Oricon como los mejores grupos en dar conciertos (141 conciertos) en el 2012. En el caso de 2PM, es debido a su tour "Six Beautiful Days".
Dos de sus miembros han participado en We Got Married: Nichkhun fue pareja de Victoria y Wooyoung pareja de Park Se Young. Mientras que Taecyeon, junto a la artista taiwanesa Wu Ying Jie, formaron parte de la versión internacional del programa.
La venta de su segundo álbum japonés "Legend of 2PM" ocupó el 1.er y 2.º puesto con sus versiones A y B en ranking de ventas diarias de Oricon.
2PM es el primer grupo de JYPE en tener un concierto en Filipinas.
Lazaron una canción china titulada "Shining in the Night", que forma parte del juego en línea QQ Dance2.
2PM se presentó en el Tokyo Dome, el recinto para conciertos más grande de Japón, los días 20 y 21 de abril de 2013, llenando en su totalidad el estadio con 110.000 fanes del grupo. A los miembros se les vio muy conmovidos, hasta llegar a las lágrimas, ya que las fanes prepararon sorpresas para ambos días, entre ellas, el llamado "Océano de arco iris".
El vídeo teaser correspondiente a su tercer álbum de estudio, Grown, fue proyectado en Time Square, Nueva York y en Piccadilly, Londres.
JYPE lanzó diversos códigos con pistas que las fanes debían descifrar para obtener detalles del comeback del grupo con el álbum Grown. Esta forma de promoción es algo novedoso en 2PM e incluso en el K-pop.
Su segundo sencillo promocional lleva el nombre de "Comeback When You Hear This Song". El MV muestra como una relación es arruinada mediante los pecados capitales, la chica es el orgullo (Pride) mientras que cada miembro representa el resto de los pecados: Chansung-lujuria (Lust), Nichkhun-avaricia (Greed), Wooyoung-pereza (Sloth), Junho-gula (Gluttony), Jun. K-ira (Wrath) y Taecyeon-envidia (Envy).
MBC transmitió un programa especial llamado "2PM Returns Come Back Special " donde por primera vez presentan en directo sus dos sencillos promocionales "Comeback when you hear this song" y "A.D.T.O.Y". En este mismo programa, mostraron una entrevista en la que los miembros comentan sobre el proceso de preparación del álbum y sobre los problemas personales que pasaron durante los 2 últimos años.
El sencillo japonés del grupo "Give me love" había mantenido el primer lugar en Tower Records, cuando el 3 de mayo "Grown", su álbum coreano; logró posicionarse en lo más alto de la lista, haciendo que 2PM se derrotase a sí mismo en Japón y demostrando su gran popularidad en el país.
"Give me love" fue seleccionado como tema principal del dorama japonés Take Five.
Tras su lanzamiento, "Grown" logró ocupar el 1.er lugar en el ranking de ventas físicas de Gaon y Hanteo (portales coreanos) y, a su vez, se apoderó de la cartelera de Tower Records y HMV (portales japoneses).
"Grown", consiguió posicionarse en lo más alto del listado de Itunes en 6 países asiáticos al mismo tiempo (excluyendo Corea y Japón). Así mismo, alcanzó el 6.º lugar en la cartelera semanal de los álbumes más vendidos en la categoría "World Album" (álbum mundial) de Billboard.
Las entradas para los dos conciertos en Seúl, que darán culminación a su gira por Asia "What time is it?", se agotaron en menos de una hora.
La Grand Edition de su tercer álbum de estudio, Grown; contiene un disco adicional con canciones solistas compuestas por cada uno de los miembros que la interpreta.
Séptimo sencillo japonés 'Winter Games' es lanzado el 16 de octubre y en 5 días vendido un total de 100.011 copias, estando por más de 5 días #1 en lista oricon. También llegó al puesto #1 en el Top 100 de Billboard Japón y puesto #1 en el Chart semanal de sencillos de Tower Records.
En un programa de radio dijeron que ya no viven los 6 en un solo departamento; Chansung, Nichkhun y Junho siguen en la misma casa, mientras que Jun. K y Wooyoung tienen sus propios departamentos, y Taecyeon vive con sus padres.
2PM se convirtió en el primer grupo k-pop que obtiene el número 1 en la lista Oricon con discos publicados por el grupo y los miembros individualmente, éstos son Junho y Jun.K que debutaron como solistas en Japón el 2013 y 2014, respectivamente.
En julio del 2014 son nombrados Embajadores Honorarios de la 'K-POP EXPO in ASIA'.
El "2PM World Tour" empezará con un concierto en Seúl en octubre. También planean estar en Tailandia, China, EE. UU., Indonesia y más.
Go Crazy! es el nombre de su cuarto álbum de estudio. La canción promocional, que recibe el mismo nombre, está compuesta por Jun. K, miembro del grupo; el vídeo de esta canción alcanzó un millón vista en un solo un día y a sí mismo el segundo día también obtuvo otro millón de visitas.
Así mismo, 2PM realizó un lanzamiento simultáneo en Japón de su 8.º sencillo llamado "Midaretemina" (Go Crazy versión Japonés.)
Gracias a este 8.º sencillo y su 4.º álbum de estudio, 2PM obtuvo triple corona en Japón. Logrando el 1r lugar en Oricon, Tower Records y HMV.
Su comeback de Go Crazy! fue retransmitido en el episodio 9 del drama "she's so lovable" cuando los practicantes están esperando en la sala de ensayos para ver el comeback de Si Won.
Por segundo año consecutivo Taecyeon fue incluido en la lista de 100 most handsome faces, listado en donde se encuentran celebridades masculinas internacionales.
Taecyeon entró por segunda vez en la lista de los hombres más guapos del mundo ocupando el puesto nº 10 y entrando en el top 10[cita requerida]. Los miembros van hacer su regreso en Japón con el sencillo de Guilty love, que se ha posicionado en el primer lugar en las listas musicales de Japón en Oricon y otras.

## Pausa grupal
El 3 de septiembre de 2016, el miembro Junho realiza un posteo con el calendario de actividades de la semana siguiente del  grupo en su perfil de Instagram anunciando un comeback. Al día siguiente, el grupo celebra su octavo aniversario juntos. su sexto álbum de estudio fue lanzado el 13 de septiembre, titulado Gentlemen's Game junto con el single "Promise (I'll Be)". El álbum entra a la lista mundial de álbumes Billboard, alcanzando el número 11 y permaneciendo en la lista por 2 semanas. Gentlemen's Game fue el último álbum del grupo antes de que los miembros comenzaran su servicio militar obligatorio. 2PM entonces celebró un concierto titulado "6Nights" en el Gimnasio Olímpico de Balonmano Sk del 24 al 26 de febrero de 2017, al que siguió una segunda tanda de conciertos del 3 al 5 de marzo como última serie de conciertos del grupo antes de que sus miembros comenzaran a alistarse para el servicio militar.
El 31 de enero de 2018, cinco de los seis miembros firman la renovación de contrato con JYP Entertainment, con la idea de discutir la renovación de contrato de Taecyeon después de cumplir con su servicio militar.
Jun. K comienza el servicio militar el día 8 de mayo. Mientras que Wooyoung se alistó el 8 de julio, cumpliendo el servicio activo. El 25 de Julio se anunció que Taecyeon decidió no volver a firmar con JYP Entertainment, firmando en su lugar con 51K. Sin embargo declaró que continuará promocionando con 2PM. Taecyeon completó su servicio  militar y fue dado de baja el 16 de mayo de 2019. Junho comenzó su servicio militar el 30 de mayo de 2019, como trabajador de servicio público, mientras que el miembro más joven Chansung se alistó el 11 de junio de 2019. 

## Integrantes
| Miembro      | Miembro | Nombre de Nacimiento    | Nombre de Nacimiento | Fecha de Nacimiento               | Posición                               |
| Romanización | Hangul  | Romanización            | Hangul               | Fecha de Nacimiento               | Posición                               |
| ------------ | ------- | ----------------------- | -------------------- | --------------------------------- | -------------------------------------- |
| Jun. K       | 준케이  | Kim Minjun              | 김민준               | 15 de enero de 1988 (37 años)     | Vocalista principal y Bailarín         |
| Nichkhun     | 닉쿤    | Nichkhun Buck Horvejkul | นิชคุณ หรเวชกุล         | 24 de junio de 1988 (37 años)     | Vocalista, Rapero y Bailarín           |
| Taecyeon     | 택연    | Ok Taecyeon             | 옥택연               | 27 de diciembre de 1988 (36 años) | Rapero principal, Vocalista y Bailarín |
| Wooyoung     | 우영    | Jang Wooyoung           | 장우영               | 30 de abril de 1989 (36 años)     | Vocalista y Bailarín principal         |
| Junho        | 준호    | Lee Junho               | 이준호               | 25 de enero de 1990 (35 años)     | Vocalista y Bailarín                   |
| Chansung     | 찬성    | Hwang Chansung          | 황찬성               | 11 de febrero de 1990 (35 años)   | Maknae, Vocalista, Rapero y Bailarín   |

Antiguo Miembro
| Miembro      | Miembro | Nombre de Nacimiento   | Nombre de Nacimiento | Fecha de Nacimiento           | Posición      |
| Romanización | Hangul  | Romanización           | Hangul               | Fecha de Nacimiento           | Posición      |
| ------------ | ------- | ---------------------- | -------------------- | ----------------------------- | ------------- |
| Jay Park     | 제이 박 | Jay Park, Park Jaebeom | 제이 박, 박재범      | 25 de abril de 1987 (38 años) | Líder, rapero |

## Discografía
Álbumes coreanos
- 2009: 01:59PM
- 2011: Hands Up
- 2013: Grown
- 2014: Go Crazy!
- 2015: No.5
- 2016: Gentlemen's Games
- 2021: MUST

Álbumes japoneses
- 2011: Republic of 2PM
- 2013: Legend of 2PM
- 2014: Genesis of 2PM
- 2015: 2PM of 2PM
- 2016: Galaxy of 2PM

## Filmografía

### Programas de variedades
| Año  | Programa             | Episodio             | Notas                                   |
| ---- | -------------------- | -------------------- | --------------------------------------- |
| 2016 | I Can See Your Voice | Ep. #9 (temporada 3) | invitados - Jun. K, Nichkhun y Wooyoung |